# Artikel 16a des Grundgesetzes der Bundesrepublik Deutschland
Artikel 16a  des deutschen Grundgesetzes (GG) regelt das Asylrecht in der Bundesrepublik Deutschland. Er wurde im Rahmen des sogenannten Asylkompromisses 1993 eingeführt und ersetzt seitdem den ursprünglich in Artikel 16 Absatz 2 GG enthaltenen Asylgrundsatz. Artikel 16a GG stellt das Grundrecht auf Asyl unter bestimmten Bedingungen sicher, schränkt es aber zugleich durch verschiedene Regelungen, etwa durch die Drittstaatenregelung und die Definition sicherer Herkunftsstaaten, ein.

## Normierung
Art. 16a lautet seit seiner Einführung am 1. Juli 1993 wie folgt:
(2) Auf Absatz 1 kann sich nicht berufen, wer aus einem Mitgliedstaat der Europäischen Gemeinschaften oder aus einem anderen Drittstaat einreist, in dem die Anwendung des Abkommens über die Rechtsstellung der Flüchtlinge und der Konvention zum Schutze der Menschenrechte und Grundfreiheiten sichergestellt ist. Die Staaten außerhalb der Europäischen Gemeinschaften, auf die die Voraussetzungen des Satzes 1 zutreffen, werden durch Gesetz, das der Zustimmung des Bundesrates bedarf, bestimmt. In den Fällen des Satzes 1 können aufenthaltsbeendende Maßnahmen unabhängig von einem hiergegen eingelegten Rechtsbehelf vollzogen werden.
(3) Durch Gesetz, das der Zustimmung des Bundesrates bedarf, können Staaten bestimmt werden, bei denen auf Grund der Rechtslage, der Rechtsanwendung und der allgemeinen politischen Verhältnisse gewährleistet erscheint, daß dort weder politische Verfolgung noch unmenschliche oder erniedrigende Bestrafung oder Behandlung stattfindet. Es wird vermutet, daß ein Ausländer aus einem solchen Staat nicht verfolgt wird, solange er nicht Tatsachen vorträgt, die die Annahme begründen, daß er entgegen dieser Vermutung politisch verfolgt wird.
(4) Die Vollziehung aufenthaltsbeendender Maßnahmen wird in den Fällen des Absatzes 3 und in anderen Fällen, die offensichtlich unbegründet sind oder als offensichtlich unbegründet gelten, durch das Gericht nur ausgesetzt, wenn ernstliche Zweifel an der Rechtmäßigkeit der Maßnahme bestehen; der Prüfungsumfang kann eingeschränkt werden und verspätetes Vorbringen unberücksichtigt bleiben. Das Nähere ist durch Gesetz zu bestimmen.

## Erläuterung zu den einzelnen Absätzen

### Absatz 1 – Asylrecht
Absatz 1 von Artikel 16a GG garantiert politisch Verfolgten das Grundrecht auf Asyl in Deutschland. Damit wird Menschen Schutz zugesichert, die in ihrem Heimatland aufgrund ihrer politischen Überzeugung verfolgt werden.

### Absatz 2 bis 5 – Einschränkungen
Die Absätze 2 bis 5 schränken das in Absatz 1 gewährte Asylrecht ein:
- Absatz 2 schränkt das Recht durch die Drittstaatenregelung ein: Wer über ein sicheres Drittland einreist, hat keinen Anspruch auf Asyl in Deutschland.[1]
- Absatz 3 erlaubt die gesetzliche Festlegung sicherer Herkunftsstaaten. Asylsuchende aus diesen Staaten müssen glaubhaft machen, dass sie trotz der allgemeinen Sicherheit individuell verfolgt werden.[1]
- Absatz 4 regelt die Möglichkeit, den gerichtlichen Rechtsschutz einzuschränken, insbesondere bei offensichtlich unbegründeten Asylanträgen oder bei Anträgen im sog. Flughafenverfahren.[1][4]
- Absatz 5 stellt klar, dass völkerrechtliche Verträge von Mitgliedstaaten der Europäischen Union unter bestimmten Voraussetzungen Zuständigkeitsregelungen für die Prüfung von Asylbegehren einschließlich der gegenseitigen Anerkennung von Asylentscheidungen treffen können.[1] Die Regelung bezog sich vor allem auf die Zuständigkeitsregelungen für das Asylverfahren in den Artikeln 28 bis 38 des Schengener Durchführungsübereinkommens und im Dubliner Übereinkommen, die beide durch Europarecht ersetzt worden sind, dessen Vereinbarkeit mit Artikel 16a sich nun nach Artikel Art. 23 Absatz 1 GG richtet.

## Entstehungsgeschichte
Das Asylrecht hat eine lange historische Entwicklung. Schon in der Antike galten bestimmte religiöse Orte als Zufluchtsstätten für Verfolgte. Im Mittelalter bot das sogenannte Freistättenrecht Schutz in Kirchen und Klöstern. Mit der Entwicklung moderner Nationalstaaten im 19. Jahrhundert wurde das Asylrecht zunehmend rechtlich verankert. Nach den Erfahrungen des Nationalsozialismus beschloss der Parlamentarische Rat 1949, das Asylrecht als Grundrecht in das Grundgesetz aufzunehmen. In seiner ursprünglichen Fassung lautete Artikel 16 Absatz 2 Satz 2 GG: „Politisch Verfolgte genießen Asylrecht“. Dieses Grundrecht war umfassend geschützt und konnte nur durch eine Änderung des Grundgesetzes selbst eingeschränkt werden. In den ersten Jahrzehnten der Bundesrepublik wurde das Asylrecht vergleichsweise selten in Anspruch genommen. Dies änderte sich ab Ende der 1980er-Jahre deutlich, insbesondere infolge geopolitischer Umbrüche wie dem Zerfall der Sowjetunion und den Konflikten im ehemaligen Jugoslawien. Die steigenden Antragszahlen führten zur politischen und gesellschaftlichen Diskussion über die Belastung staatlicher Strukturen und die Ausgestaltung des Asylrechts. Am 26. Mai 1993 verabschiedete der Bundestag eine Änderung des Grundgesetzes, die als Asylkompromiss bekannt wurde. Sie führte zur Einführung von Artikel 16a GG, der wesentliche Einschränkungen des Asylgrundrechts vorsah, darunter die Drittstaatenregelung. Da Deutschland ausschließlich von als sicher geltenden Staaten umgeben ist, wurde damit der Zugang zum Asylverfahren für viele Antragsteller begrenzt. In den folgenden Jahren wurde das Asylrecht mehrfach verändert und durch internationale sowie europäische Regelungen ergänzt. Dazu zählen unter anderem die Genfer Flüchtlingskonvention von 1951 und das Gemeinsame Europäische Asylsystem, das seit 2013 gilt.

## Schutzbereich
Träger des Asylgrundrechtes nach Artikel 16a Absatz 1 GG ist jede natürliche Person, die politisch verfolgt wird. Juristische Personen sind nicht grundrechtsfähig, da das Asylrecht seinem Wesen nach auf den Schutz individueller Freiheit und körperlicher Unversehrtheit zielt. Der Schutzbereich umfasst Personen, denen im Herkunftsstaat wegen ihrer politischen Überzeugung gezielte staatliche Verfolgung droht. Politische Verfolgung liegt vor, wenn Eingriffe in Leib, Leben oder persönliche Freiheit an eine politische Haltung, Betätigung oder Überzeugung anknüpfen und vom Staat oder staatlich geduldeten Akteuren ausgehen. Nicht umfasst sind Verfolgungen aufgrund wirtschaftlicher Not, Naturkatastrophen oder allgemeiner Gewalt. Auch systematische Benachteiligungen ohne gezielte politische Anknüpfung fallen nicht in den Schutzbereich des Grundrechts.

## Eingriff
Ein Eingriff in Artikel 16a GG liegt vor, wenn staatliche Maßnahmen dazu führen, dass einer politisch verfolgten Person der Zugang zum Asylverfahren in Deutschland verwehrt wird. Dies geschieht insbesondere durch die Anwendung der Drittstaatenregelung (Abs. 2) oder die Einstufung eines Herkunftslandes als sicher (Abs. 3). In solchen Fällen wird das Grundrecht auf Asyl durch gesetzlich vorgesehene Ausschlussgründe eingeschränkt. Auch eine Ablehnung des Asylantrags als offensichtlich unbegründet kann einen Eingriff darstellen, da damit regelmäßig ein beschleunigtes oder eingeschränktes Verfahren einhergeht.

## Rechtfertigung eines Eingriffs
Artikel 16a Absatz 1 GG gewährt das Grundrecht auf Asyl, ist jedoch im Gegensatz zu anderen Grundrechten durch die Verfassung selbst in den Absätzen 2 bis 5 eingeschränkt. Diese enthalten spezifische Reglungen, die den Anwendungsbereich des Grundrechts begrenzen, etwa durch das Konzept des sicheren Drittstaates oder durch europäische Zuständigkeitsreglungen. Eingriffe in das Asylgrundrecht erfordern daher keine allgemeine gesetzliche Grundlage, sondern stützen sich unmittelbar auf die im Grundgesetz normierten Einschränkungen. In der Praxis spielen darüber hinaus das Asylgesetz sowie verwaltungs- und verfahrensrechtliche Regelungen eine wichtige Rolle. Das Bundesamt für Migration und Flüchtlinge (BAMF) erläutert, dass im Rahmen eines Asylverfahrens gegen ablehnende Entscheidungen Rechtsmittel eingelegt werden können, etwa Klage beim Verwaltungsgericht, wodurch die rechtsstaatliche Kontrolle eines Eingriffs gewährleistet ist.